# Lipno (gmina, Couïavie-Poméranie)
Pour les articles homonymes, voir Lipno.
Lipno est une gmina rurale du powiat de Lipno, Couïavie-Poméranie, dans le centre-nord de la Pologne. Son siège est la ville de Lipno, bien qu'elle ne fasse pas partie du territoire de la gmina.
La gmina couvre une superficie de 209,72 km2 pour une population de 11 337 habitants.

## Géographie
La gmina inclut les villages de Barany, Białowieżyn, Biskupin, Brzeźno, Chlebowo, Chodorążek, Głodowo, Grabiny, Huta Głodowska, Ignackowo, Jankowo, Jastrzębie, Karnkowo, Karnkowskie Rumunki, Kłokock, Kolankowo, Komorowo, Krzyżówki, Lipno, Łochocin, Maliszewo, Okrąg, Ośmiałowo, Ostrowite, Ostrowitko, Piątki, Popowo, Radomice, Rumunki Głodowskie, Tomaszewo, Trzebiegoszcz, Wichowo, Wierzbick, Zbytkowo and Złotopole.
La gmina est bordée par la ville de Lipno et les gminy de Bobrowniki, Chrostkowo, Czernikowo, Fabianki, Kikół, Skępe et Wielgie.